# Bobnice
Bobnice (în germană Bobnitz) este o comună și un sat în districtul Nymburk, regiunea Boemia Centrală, Cehia. Are o populație de aproximativ 900 de locuitori. Suprafața cadastrală are o suprafață de 995 de hectare.

## Diviziuni administrative
Bobnice este alcătuit din două diviziuni administrative (populația este între paranteze conform recensământului din 2021):
- Bobnice (638)
- Kovansko (217)

## Etimologie
Numele său este probabil derivat din cuvântul în limba cehă bobník, care are sensul de „cultivator de fasole”. Bobnice a fost un sat de astfel de oameni.

## Geografie
Bobnice se află la aproximativ 3 kilometri (2 mi) nord de Nymburk și la 39 kilometri (24 mi) est de capitala Praga. Se găsește într-un peisaj agricol plat al Podișului Elbei Centrale. 
Pârâul Klobuš și alte câteva pâraie mici, afluenți ai lui Klobuš, curg prin teritoriul comunei.

## Istorie
Prima mențiune scrisă a lui Bobnice datează din anul 1363. Aceste informații nu pot fi confirmate istoric. Din 1547, satul a aparținut de moșia Poděbrady.
În timpul Războiului de Treizeci de Ani, la fel ca multe alte sate cehe, a fost complet distrus, dar a fost apoi reconstruit. În 1740, în sat se aflau 40 de fermieri, 4 proprietari de cabane și 4 proprietari de case. Satul avea deja propria sa școală la mijlocul secolului al XVIII-lea.
Satul Kovansko a fost fondat de germani din provincia Silezia în anul 1785.
Proprietarul de pământ Josef Hampl (1849–1912), primar al districtului Nymburk și membru al Adunării Provinciale Cehe, s-a născut și a lucrat aici.

## Transporturi
Linia de cale ferată Nymburk– Jičín trece prin partea de nord a comunei, în afara zonei rezidențiale. Gara Jíkev, care poartă numele comunei vecine Jíkev⁠(d), se află în Bobnice, pe linia de cale ferată.
Linia suburbană de autobuz 676 Nymburk-Loučeň-Seletice (operată de Okresní autobusová doprava Kolín, s. r. o.) are o oprire în Bobnice.

## Obiective turistice
Nu se găsesc monumente culturale protejate în comună.